# Arsacio de Tarso
Arsacio de Tarso (nacido antes del 323- muerto el 11 de noviembre de 405) fue patriarca de Constantinopla tras la expulsión de Juan Crisóstomo de Constantinopla.

## Biografía
Era hermano de Nectario, es decir, hermano del predecesor de Juan Crisóstomo, patriarca de Constantinopla. Sirvió como presbítero con Crisóstomo. Su hermano le había seleccionado para ocupar el obispado de Tarso, pero él rehusó, lo que se atribuye a su ambición sobre la sede de Constantinopla. 
Ya octogenario, el éxito de la intriga de la reina Elia Eudoxia, esposa de Arcadio, y de Teófilo de Alejandría, patriarca de Alejandría, contra Crisóstomo, le abrió camino para su elevación inesperada a la sede patriarcal. Arsacio testificó en un sínodo contra Crisóstomo, y ayudó a su condena.
Consagrado el 27 de junio de 404. Crisóstomo le denunció como «adúltero espiritual y lobo con piel de cordero». El pueblo de Constantinopla, con excepción de unos pocos funcionarios reales, le consideró como un intruso y se reunió al aire libre, fuera de los recintos sagrados. Arsacio apeló al emperador Arcadio, que envió soldados para dispersar la asamblea, iniciando una persecución contra los seguidores de Crisóstomo. La posición de Arsacio se volvió intolerable. Los obispos occidentales se negaron a reconocerle, y el papa Inocencio I exhortó al clero de Constantinopla a perseverar en su adhesión al verdadero arzobispo
Arsacio, desgastado por la vejez y por la fuerte oposición, murió el 11 de noviembre de 405.